# Bournstream
Bournstream – wieś w Anglii, w hrabstwie Gloucestershire. Leży 27 km na południe od miasta Gloucester i 156 km na zachód od Londynu.